# Ey Reqîb
Ey Reqîb skrevs av poeten och politiska aktivisten Dildar 1938 medan han var fängslad. "Ey Reqîb" betyder ordagrant "O, fiende", vilket refererar till fängelsevakterna som torterade Dildar, som i sin tur symboliserar ockupationsstaterna Turkiet, Iran, Irak och Syrien. Sången skrevs ursprungligen på den kurdiska dialekten soranî, men sjungs numera på både soranî och på kurmancî.
Sången antogs 1946 som officiell hymn för den kortlivade kurdiska Mahabadrepubliken och senare under 2000-talet (troligen 2003) som officiell hymn för federala södra Kurdistan.

## Svenska (Lars Bäckström via franska)
O, Fiende!

O, Fiende, kurdiska folket lever kvar!

Det har inte krossats av tidens kulor

den kurdiska ungdomen reser sig djärvt.

Med sitt blod har den färgat livets krona.

Må ingen säga: kurderna är försvunna! De är levande,

de lever och aldrig skall vi sänka våra fanor

Vi är ättlingar till mederna och Konung Kyaxares

Kurdistan är vår religion, vårt credo.

Vi är ättlingar till revolutionens röda baner,

betrakta vårt förflutna, hur blodigt det än är.

Må ingen säga: kurderna är försvunna! De är levande,

de lever och aldrig skall vi sänka våra fanor

Den kurdiska ungdomen är här, den står redo

att skänka sitt liv som det yttersta offret,

att skänka sitt liv som det yttersta offret,

att skänka sitt liv som det yttersta offret.

## Kurdiska (soranîdialekten)
Ey reqib!

Ey reqib hár mawe qáwmi kurd ziman,

Nay shikene daneri topi zeman.

Kes nale kurd mrduwá; kurd zinduwá,

Zinduwá qet nanéwe alakeman.

Lawi kurd hestaye ser pe wek diler

Ta be xwen nexshin deka taci jiyan.

Kes nale kurd mrduwé, kurd zinduwa,

Zinduwe qet nanáwe alakeman.

Eme roley Midya u Kayxosrewin,

Dinman, aynman her nishteman

Kes nále kurd mirduwa, kurd zinduwá,

Zinduwá qat nanáwe alakeman.

Eme roley rángi sur u shorshin,

Seyrike xwênawiya rabrduman.

Kes nále kurd mrduwá, kurd zinduwá,

Zinduwá qat nanáwe alakeman.

Lawi kurdi hazir u amadeye,

Gyan fidane, gyan fida, her gyan fida.

Kás nále Kurd mrduwa, kurd zinduwe,

Zinduwe qát nanáwe alakeman.

### Soranî med modifierat arabiskt alfabet
!ئهٔ ره‌قیب

ئهٔ ره‌قیب هه‌ر ماوه‌ قه‌ومی کوردزمان

نایشکێنێ دانه‌ری تۆپی زه‌مان.

که‌س نه‌ڵێ کورد مردوه‌، کورد زیندوه‌

زیندوه‌ قه‌ت نانه‌وێ ئاڵاکه‌مان

لاوی کورد هه‌ستایه‌ سه‌ر پێ وه‌ک دلێر

تا به‌ خوێن نه‌خشین ده‌کا تاجی ژیان

که‌س نه‌ڵێ کورد مردوه‌، کورد زیندوه‌

زیندوه‌ قه‌ت نانه‌وێ ئاڵاکه‌مان

ئێمه‌ رۆڵهٔ میدیا و که‌یخوسره‌وین

دینمان ئایینمان، هه‌ر کوردستان

که‌س نه‌ڵێ کورد مردوه‌، کورد زیندوه‌

زیندوه‌ قه‌ت نانه‌وێ ئاڵاکه‌مان

ئێمه‌ رۆڵهٔ ره‌نگی سوور و شۆڕشین

سه‌یریکه‌ خوێناویه‌ رابردوومان

که‌س نه‌لێ کورد مردوه‌، کورد زیندوه‌

زیندوه‌ قه‌ت نانه‌وێ ئاڵاکه‌مان

لاوی کورد حازر و ئاماده‌یه‌

گیان فیدانه‌ گیان فیدا هه‌ر گیان فیدا

که‌س نه‌ڵێ کورد مردوه‌، کورد زیندوه‌

زیندوه‌ قه‌ت نانه‌وێ ئالاکه‌مان

## Kurdiska (kurmancîdialekten)
Ey reqîb!

Ey reqîb her, maye qewmê Kurd ziman

Nashikê û danayê bi topê zeman

Kes nebê Kurd dimirin, Kurd jîn dibin

Jîn dibin qet nakevê ala Kurdan

Em xortên rengê sor û shoreshin

Seyr bike xwîna rîyan me da rijand

Kes nebê Kurd dimirin, Kurd jîn dibin

Jîn dibin qet nakevê ala Kurdan

Em xortên Mîdya û Keyxusrewîn

Dîn îman u ayîman, her nishtîman

Kes nebê Kurd dimirin, Kurd jîn dibin

Jîn dibin qet nakevê ala Kurdan

Çend hezar lawanî kurdî nere shêr

Bûn be qurbanî hemûyan nêjiran

Kes nebê Kurd dimirin, Kurd jîn dibin

Jîn dibin qet nakevê ala Kurdan

Lawê Kurd rabûye ser pê wek shêran

Ta bi xwîn nexshîn bike tacê jîyan

Kes nebê Kurd dimirin, Kurd jîn dibin

Jîn dibin qet nakevê ala Kurdan

Xortê Kurd tev hazir û amadene

Canfîdane, canfîdane, her canfîda

## Kurdiska (zazakîdialekten)
Ey reqîb!

Ey reqîb her mendo qewmê kurdziwanî

Nêşikîno, nêkuwno bi topa zemanî

Kes mevajo kurd mireno, kurd cuyîno

Cuyîno, qet nêna war beyraqa ma

Lajê kurdî vaşto ra payan fênda çêran

Ta bi gonî bineqişne tacê cuyane

Kes mevajo kurd mireno, kurd cuyîno

Cuyîno, qet nêna war beyraqa ma

Ma domanê Medya û Keyxusrew îme

Dîn îman, ayînê ma her welat o

Kes mevajo kurd mireno, kurd cuyîno

Cuyîno, qet nêna war beyraqa ma

Ma domanê rengê sûr û şoreş îme

Temaşeke, gonin o ravêrdeyê ma

Kes mevajo kurd mireno, kurd cuyîno

Cuyîno, qet nêna war beyraqa ma

Lajê kurdî her hazir û amade yo

Canfeda yo canfeda, her canfeda

Kes mevajo kurd mireno, kurd cuyîno

Cuyîno, qet nêna war beyraqa ma